# Bátori Bereck
Bátori Bereck (Briccius) (1276-1321) a Gutkeled nemzetség majádi főágából eredt, mely ág a 13. század második felében tűnt fel a Tiszántúlon. A majádi főág törzsbirtoka Majád volt, Sopron vármegyében (ma Burgenland), ebből az ágból származott le a Báthori-család is. Bátori Bereck apjának I. Kopasz Andrásnak ismeretlen nevű testvéreitől is több híres család, többek között a Szakolyi és a Zeleméri, valamint a Diószeghy családok származtak le.

## Élete
Apja I. Kopasz András (de Rakamaz) volt, akinek három gyermeke közül I. György ( 1276-1307) és I. (Vörös) Benedek 1276-1321) ága kihalt.  A családi ágat a harmadik gyermek, Bereck vitte tovább.
Bereck IV. (Kun) László királytól – egy évszám nélküli oklevél szerint – hű szolgálataiért kapta adományba Abram, Bátur és Kis-Bakta helységeket. Bereck ekkor elhagyta régi (de Rakomaz) előnevét és Bátorról (Batur), mely birtokai központja volt, kezdte nevezni magát.
1280-ban Bátor – a mai Nyírbátor – számára már vásárjogot is szerzett.
1299-ben a szatmári választott bírák között szerepelt.

## Családja
Gyermekei:
- Bátori János (bihari ispán)
- Bátori Lökös (†1330)
- Bátori Miklós (székely ispán)
- Bátori András váradi püspök
- Klára - Ungi Jakó fiának Batiznak lett a felesége. Klára 1336-ban Ecsed felét János nevű testvérének vallotta be 25 márkáért a leleszi Convekt előtt.